# Lobivia crassicaulis
Lobivia crassicaulis là một loài thực vật có hoa trong họ Cactaceae. Loài này được R. Kiesling mô tả khoa học đầu tiên.